# Первомайское (Краснокутский район)
Первома́йское — село в Краснокутском районе Саратовской области, административный центр сельского поселения Первомайское муниципальное образование.
Село было образовано в 1860 году. Расположено в западной части района, в верхнем течении реки Гашон (правый приток реки Еруслан) в 18 километрах от районного центра — города Красный Кут.
Население около 910 человек.
В селе имеется средняя образовательная школа, сельский дом культуры, почта.
Ранее в селе существовал колхоз «Победа».
Планировка села квартальная. Улицы: Зелёная, Первомайская, Набережная, Советская, Школьная.
В период существования Республики немцев Поволжья село носило название Гуссенбах и входило в Краснокутский кантон.
Призванный из Гуссенбаха Павел Никифорович Мальцев был награждён в 1942 году медалью «За отвагу».

## История
Основано в 1860 году (по другим сведениям не позднее 1858 года) как немецкая колония Гуссенбах (Ней-Гуссенбах).
Колония была основана в составе Ерусланского колонистского округа Новоузенского уезда Самарской губернии (в 1871 году округ был преобразован в Ерусланскую волость, в 1872 году в связи с её разукрупнением - село включено в Нижне-Ерусланскую волость, в 1908 году стало волостным селом Гуссенбахской волости, в 1915 году переименованной в Добрынинскую волость). Основатели из правобережных колоний Гуссенбах, Диттель, Гукк, Норка и Гримм. Колония относилась к приходам Экгейм, Бруненталь, имелась лютеранская церковь.
В 1919 году село было включено в состав Лангенфельдского района Ровненского уезда (уезд упразднён в 1922 году) Трудовой коммуны немцев Поволжья. С 1922 году в составе Лангенфельдского кантона, в том же году передано в состав Краснокутского кантона. После образования АССР Немцев Поволжья село относилось к Краснокутскому кантону АССР немцев Поволжья. В голод в Поволжье в селе родились 153, умерли 374 человек. В 1926 году в селе имелись сельсовет, кооперативная лавка, сельскохозяйственное кооперативное товарищество, начальная школа, изба-читальня.
28 августа 1941 года был издан Указ Президиума ВС СССР о переселении немцев, проживающих в районах Поволжья. Немецкое население было депортировано. После ликвидации АССР немцев Поволжья село Гуссенбах, как и другие населённые пункты Краснокутского кантона было передано Саратовской области.

## Физико-географическая характеристика
Село расположено в Низком Заволжье, в пределах Сыртовой равнины, относящейся к Восточно-Европейской равнине, на правом берегу реки Гашон, на высоте около 60 метров над уровнем моря. Почвы каштановые солонцеватые и солончаковые.
По автомобильным дорогам расстояние до районного центра города Красный Кут — 17 км, до областного центра города Саратов — 140 км.
Климат
Климат умеренный континентальный (согласно классификации климатов Кёппена — Dfa). Среднегодовая температура воздуха положительная и составляет + 6,7 °C. Средняя температура января — 10,2 °С, июля + 23,0 °С. Многолетняя норма осадков — 397 мм. В течение года количество выпадающих осадков распределено относительно равномерно: наименьшее количество осадков выпадает в марте (22 мм), наибольшее — в июне (42 мм).
Часовой пояс
Первомайское, как и вся Саратовская область, находится в часовой зоне МСК+1. Смещение применяемого времени относительно UTC составляет +4:00.

## Население
Динамика численности населения по годам:
| Годы      | 1860 | 1872 | 1883 | 1889 | 1897 | 1905 | 1910 | 1920 | 1922 | 1923 | 1926 | 1931 | 1987 | 2002 |
| --------- | ---- | ---- | ---- | ---- | ---- | ---- | ---- | ---- | ---- | ---- | ---- | ---- | ---- | ---- |
| Население | 563  | 1429 | 1914 | 2094 | 2274 | 3320 | 4179 | 2925 | 2049 | 2060 | 2148 | 4255 | ≈890 | 914  |

| 1860 | 1872 | 1889 | 1897 | 1905  | 1910  | 1920 |
| ---- | ---- | ---- | ---- | ----- | ----- | ---- |
| 240  | ↗636 | ↗730 | ↗812 | ↗1270 | ↗1360 | ↘894 |
| 1922 | 1926 | 1931 | 2002 | 2010  |       |      |
| ↘666 | ↗842 | ↗874 | ↘802 | ↗831  |       |      |

Национальный состав
Согласно результатам переписи 2002 года большинство населения составляли русские (62 %). В 1931 году немцы составляли 98 % населения села (4183 из 4255).